# Movoco
Movoco is een Belgische shoegazeband uit Nieuwpoort. De band is genoemd naar het nummer Movoco Synthaca van Nacht und Nebel.
In 2011 bereikte de band de finale van Westtalent. en in 2012 won de band het rockconcours 'Verse vis'. Hierdoor mocht de band optreden op Leffingeleuren. 
De band speelde voorts onder meer op Boomtown.

## Discografie
- 2012 (split album met Maze)
- 2013 Floods (split album met Deer)